# Eerste chakralaag

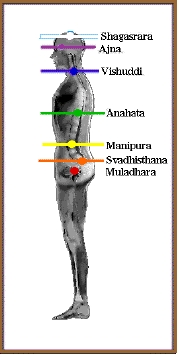
De zeven chakra's en hun plaats in het lichaam.

De eerste chakralaag is de natuurlijke verbinding tussen de eerste auralaag (fysiek lichaam) en het eerste chakra (Muladhara of perineum). Het lichaam heeft in totaal zeven auralagen die allemaal verbonden zijn met een van de zeven chakra's, het lichaam heeft dus zeven van deze verbindingen en dus ook zeven chakralagen.
Het eerste chakra heeft een natuurlijke verbinding met de eerste aura. De overige zes auralagen zijn ook verbonden met het eerste chakra, maar hier treedt geen natuurlijke verbondenheid in op, het levert echter wel een onderverdeling op:
- Chakralaag 1.1: 1e chakra, 1e auralaag; de (natuurlijke) verbinding tussen het eerste chakra en het fysieke lichaam.
- Chakralaag 1.2: 1e chakra, 2e auralaag; de verbinding tussen het eerste chakra en het emotionele lichaam.
- Chakralaag 1.3: 1e chakra, 3e auralaag; de verbinding tussen het eerste chakra en het ego-lichaam.
- Chakralaag 1.4: 1e chakra, 4e auralaag; de verbinding tussen het eerste chakra en het liefdeslichaam.

De vijfde, zesde en zevende auralaag zijn te diffuus om te meten of, binnen een alternatieve geneeswijze, er iets mee te doen. Deze worden daarom ook niet meegeteld in de chakralagen.